# Arquidiocese de Kumasi
A Arquidiocese de Kumasi (Archidiœcesis Kumasiensis) é uma circunscrição eclesiástica da Igreja Católica situada em Kumasi, Gana. Seu atual arcebispo é Gabriel Justice Yaw Anokye. Sua Sé é a Catedral Basílica de São Pedro de Kumasi.
Possui 75 paróquias servidas por 134 padres, abrangendo uma população de 2 193 525 habitantes, com 18,2% da dessa população jurisdicionada batizada (398 294 católicos).

## História
O vicariato apostólico de Kumasi foi erguido em 2 de fevereiro de 1932 com o breve Cum diffusis do Papa Pio XI, obtenção do território do Vicariato Apostólico da Costa do Ouro (atual Arquidiocese de Cape Coast).
Em 18 de abril de 1950, o vicariato apostólico foi elevado a diocese com a bula Læto accepimus do Papa Pio XII. Ela era originalmente sufragânea da Arquidiocese de Cape Coast.
Em 1 de março de 1973 e 3 de março de 1995, cedeu partes de seu território para o benefício da ereção primeiro da Diocese de Konongo-Mampong e depois das dioceses de Obuasi e de Sunyani.
Recebeu a visita pastoral do Papa João Paulo II em 9 de maio de 1980.
Em 22 de dezembro de 2001 ela foi elevada à categoria de arquidiocese metropolitana com a bula Ad totius dominici do Papa João Paulo II.

## Prelados
|                | Nome                              | Período    | Notas                             |
| Arcebispos     | Arcebispos                        | Arcebispos | Arcebispos                        |
| -------------- | --------------------------------- | ---------- | --------------------------------- |
| 3º             | Gabriel Justice Yaw Anokye        | 2012-      | Atual                             |
| 2º             | Thomas Kwaku Mensah †             | 2008-2012  |                                   |
| 1º             | Peter Kwasi Sarpong               | 2001-2008  |                                   |
| Bispos         |                                   |            |                                   |
| 4º             | Peter Kwasi Sarpong               | 1969-2001  |                                   |
| 3º             | Joseph Amihere Essuah †           | 1962-1969  | Nomeado Bispo de Sekondi-Takoradi |
| 2º             | André van den Bronk, S.M.A. †     | 1952-1962  | Nomeado Arcebispo de Parakou      |
| 1º             | Hubert Joseph Paulissen, S.M.A. † | 1932-1951  |                                   |
| Bispo-auxiliar |                                   |            |                                   |
|                | Gabriel Justice Yaw Anokye        | 2003-2008  | Nomeado Bispo de Obuasi           |